# サミュエル・レイナー
サミュエル・レイナー（Samuel Rayner、1806年4月15日 - 1879年）は、イギリスの画家である。建物の外観や、聖堂や教会の内部を描いた作品も残した。

## 略歴
現在はバークシャーに移った、当時はバッキンガムシャーのコルンブルック(Colnbrook)に生まれたが、後に家族とロンドン中部のメリルボーンに移り、教師をしていた祖父からおそらく絵を学んだ。15歳の時、マルムズベリー修道院の絵をロイヤル・アカデミーの展覧会に受理された 。その後、イギリスの名所の図録「The Beauties of England and Wales」などの著者の古美術研究家、ジョン・ブリトン（John Britton: 1771–1857）から指導を受けた。ジョン・ブリトンのもとではジョージ・カッターモール（George Cattermole: 1800–1868）も働いていた。1823年に、4歳年上で、すでに芸術家として知られていたアン・マンサー（Anne Manser: 1837-1891）と駆け落ちし、1824年に2人は結婚した。
1845年に水彩画家協会の会員に選出されたが、金銭的なスキャンダルにより1851年に協会から追放された。
1879年に亡くなった。子供の何人かは画家になったが、ルイーズ・レイナー（1832-1924）が最もよく知られている。

## 作品

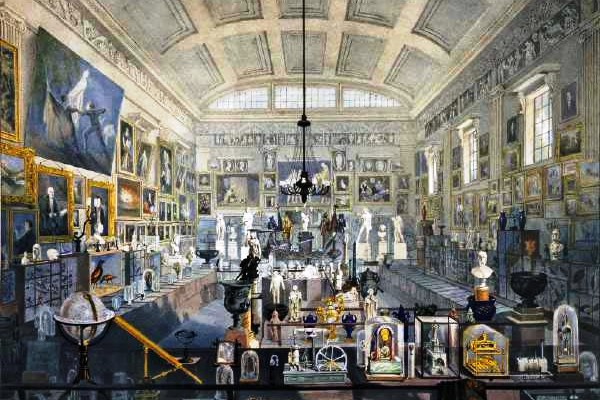
1839年の最初のダービー美術館の展覧会 (1839) ダービー博物館・美術館
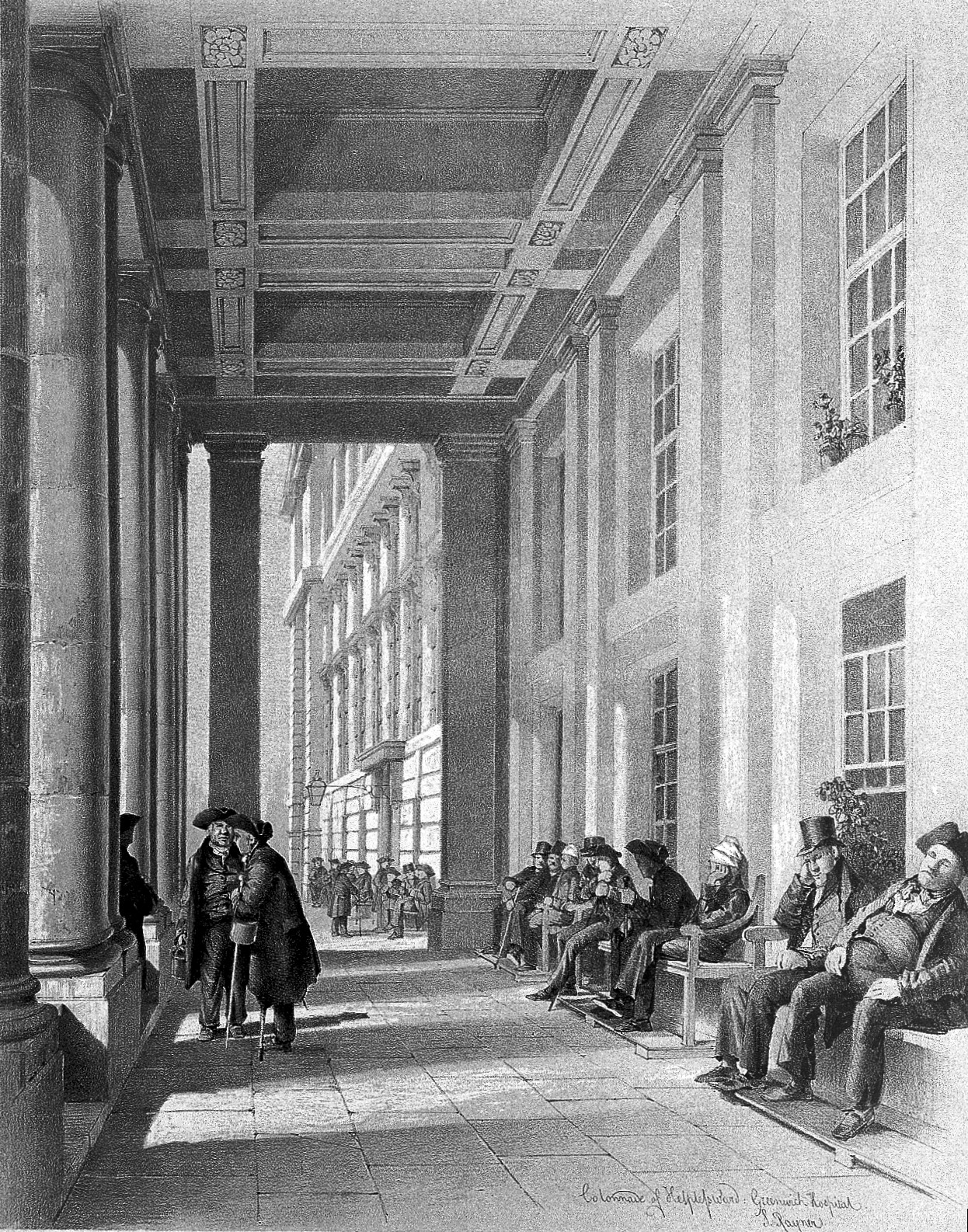
グリニッジの退役軍人
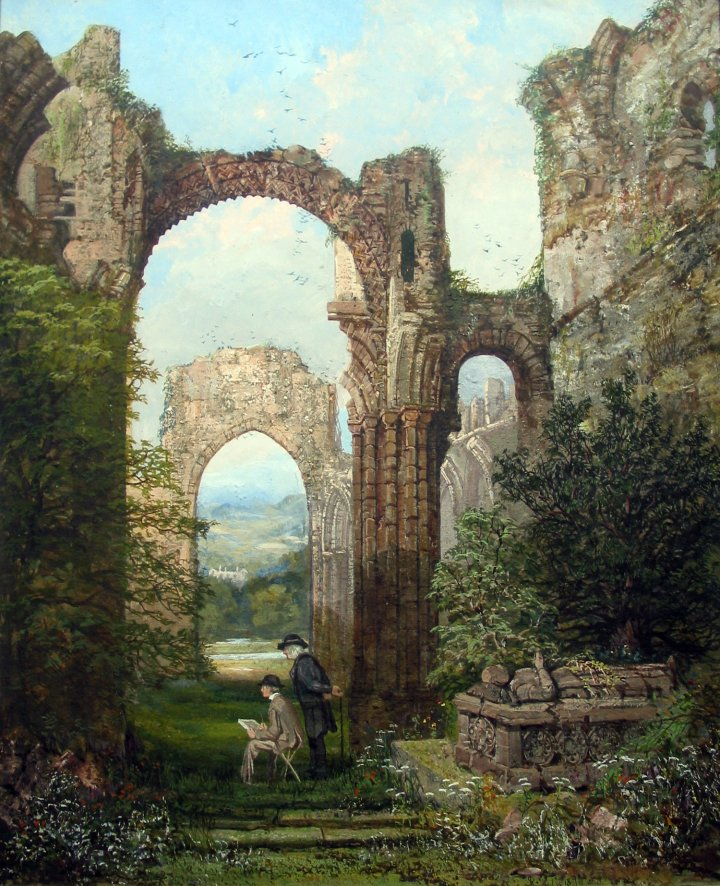
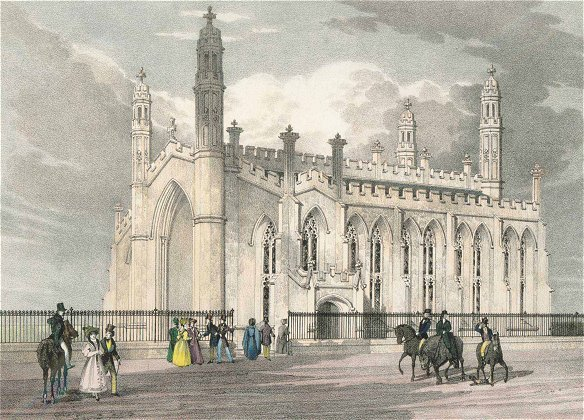
St John's Church Derby ダービー博物館・美術館